# Club de Futbol Nules
El Club de Futbol Nules o C.F.Nules, és un club de futbol d'Espanya, que juga a la població de Nules, a la província de Castelló, fundat el 19 d'octubre de 1931. Actualment, milita a categoria Regional Preferent valenciana en el grup I.

## Història
El 29 d'octubre de 1930, el president Vicent Romero, firma un contracte d'arrendament dels terrenys per al camp del Calvari, per 120 pessetes anuals i el pagament de l'import de la contribució i la guarderia.
El 16 de setembre de 1931 apareix inscrita la Societat Deportiva FC Nules en el registre d'associacions del Govern Civil de Castelló, encara que assenyala com a data de constitució el 19 d'agost de 1931.
Finalment, la sol·licitud d'admissió del FC Nules a la Federació Valenciana fou presentada el 19 d'octubre de 1931, naixent així un nou equip de futbol a La Plana.

### Primers anys
Acabat de crear-se el club l'any 1931, disputà nombrosos encontres amistosos, però on debutà oficialment en competicions va ser l'any 1932, participant en Segona Categoria de la Sèrie C. S'enfrontà a equips com el CE Onda, CD Almassora, CF Gandia, l'Ontinyent CF, el Lliria i acaba com a campió pujant a la categoria de la Sèrie B.

## Estadístiques
- Temporades en Segona divisió B: 1
- Temporades en la Tercera divisió: 6
- Temporades en Regional Preferent: 47
- Temporades en Primera Regional: 12
- Temporades en Segona Regional: 0

## Palmarès
- Campió de la Copa Regional (2): 1935 i 1940
- Campió de la Tercera divisió (1):1988
- Campió Regional Preferent (1): 1985